# Jan Tobiáš Seeger von Dürrenberg
Jan Tobiáš svobodný pán Seeger von Dürrenberg (8. května 1728, Stuttgart – 11. června 1793, Josefov) byl rakouský šlechtic původem z německého Württemberska a polní podmaršálek císařské armády.

## Život
Roku 1746 vstoupil do rakouské armády. V roce 1761 obdržel za své vojenské služby rytířský kříž Vojenského řádu Marie Terezie a dne 25. dubna 1767 byl v hodnosti majora generálního štábu povýšen do stavu svobodných pánů. Roku 1789 byl povýšen na polního podmaršálka a ustanoven do funkce velitele pevnosti Josefov, kde také roku 1793 zemřel. Patřil mu statek Dolní Bludovice v Těšínském knížectví, který zakoupil roku 1781.
Jan Tobiáš se dne 29. listopadu 1764 v evangelickém kostele v Těšíně oženil s Annou Karolínou Radockou z Radoče.